# W – Dwa światy
W – Dwa światy (kor.: 더블유, MOCT: Deobeuryu) – południowokoreański serial telewizyjny, w którym główne role odgrywają Lee Jong-suk oraz Han Hyo-joo. Serial emitowany był na kanale MBC od 20 lipca do 14 września 2016 roku w każdy środę i czwartek o 22:00.
Serial był dostępny z napisami w języku polskim za pośrednictwem platformy Viki, pod tytułem W – Dwa światy.

## Obsada

### Główna
- Lee Jong-suk jako Kang Chul
- Han Hyo-joo jako Oh Yeon-joo
  - Park Min-ha jako Oh Yeon-joo (dziecko)
  - Hyun Seung-min jako nastoletnia Oh Yeon-joo

### Postacie drugoplanowe
- Jung Yoo-jin jako Yoon So-hee
- Lee Tae-hwan jako Seo Do-Yoon
- Park Won-sang jako Han Cheol-Ho
- Cha Kwang-soo jako Son Hyun-seok
- Kim Eui-sung jako Oh Sung-moo
- Lee Si-eon jako Park Soo-bong
- Nam Gi-ae jako Gil Soo-seon
- Heo Jeong-do jako Park Min-soo
- Kang Ki-young jako Kang Seok-beom
- Lee Se-rang jako Gil Soo-young
- Ryu Hye-rin jako Seon-mi
- Yang Hye-ji jako Yoon-hee